# Aquis albosparsa
Aquis albosparsa är en fjärilsart som beskrevs av Walker 1865. Aquis albosparsa ingår i släktet Aquis och familjen trågspinnare. Inga underarter finns listade i Catalogue of Life.